# Ядзава, Экити
 Экити Ядзава  (яп. 矢沢 永吉 Ядзава Экити, род. 14 сентября 1949 года в Хиросиме, префектура Хиросима, Япония) — японский певец и композитор, влиятельная фигура японской популярной музыки.

## Биография
Ядзава сформировал рокабилльную группу «Carol» в 1972, которая стала легендой японской музыки. После того, как группа распалась в 1975 году, Ядзава полетел в США, чтобы начать сольную карьеру. Его первый сольный альбом, «I Love You, OK», был записан на студии A&M Records в Лос-Анджелесе.
В 1977 году он был первым в Японии сольным рок-певцом выступившим в Ниппон Будокане, собрав на концерте более чем 13 000 человек. Ему также принадлежит рекорд выступлений в Ниппон Будокане (он выступал там 100 раз).
1978 год был самым успешным в карьере Ядзавы. Его четвёртый студийный альбом, «Gold Rush», занял 1 место в чартах. Он также провел очень успешное выступление на бейсбольном стадионе Коракуен (ныне Токио Доум) для более чем 40 000 человек. В 1980 году Ядзама подписали контракт с Warner Pioneer (в настоящее время Warner Music Japan) звукозаписывающей компанией и переехал в Западном побережье Соединенных Штатов. Там были записаны альбомы Ядзава (с участием американских рок-групп: Little Feat и The Doobie Brothers). В 1988 году он подписал контракт с EMI Music Japan.
В 1996 году Ядзава снялся в ряде рекламных роликов для таких продуктов как кофе «Boss». В 1998 году Язава был обманут на около 3,5 млрд иен (около 35 млн долларов США) за огромный проект строительства здания в Австралии. Ему потребовалось несколько лет, чтобы погасить долги.
В 2008 году Ядзава покинул EMI Music Japan. 5 августа 2009 года, после релизов двух синглов: «Loser» (главная тема для Yakuza 3) и «Cobalt no Sora», он выпустил свой первый оригинальный студийный альбом в жанре рок-н-ролл. Альбом дебютировал на японских еженедельных чартов, было продано около 54000 копий в первую же неделю.
Его альбомы были проданы тиражом более 12 миллионов копий на японском рынке, и он оказывает сильное влияние на современную японскую рок-музыку.

## Дискография

### Синглы
- I Love You, OK (21 сентября 1975)
- Mayonaka no Rock n' Roll (яп. 真夜中のロックンロール) (21 марта 1976)
- Hikishio (яп. ひき潮) (21 сентября 1976)
- Kuroku Nuritsubuse (яп. 黒く塗りつぶせ) (21 июня 1977)
- Jikan yo Tomare (яп. 時間よ止まれ) (21 марта 1978)
- I Ssay Good-Bye, So Good-Bye (1 апреля 1979)
- This Is A Song For Coca-Cola (1 марта 1980)
- Namida no Love Letter (яп. 涙のラブレター) (10 мая 1980)
- Love That Was Lost (яп. 抱かれたい、もう一度) (25 апреля 1981)
- You (25 сентября 1981)
- Yes My Love (20 февраля 1982)
- Lahaina (10 апреля 1982)
- Rockin' My Heart (9 октября 1982)
- Misty (29 июня 1983)
- Last Christmas Eve (16 ноября 1983)
- The Border (March 10, 1984)
- Toubousha (яп. 逃亡者) (10 июля 1984)
- Take It Time (25 июня 1985)
- Believe in Me (25 мая 1986)
- Flash in Japan (13 мая 1987)
- Kyohansha (яп. 共犯者) (6 июля 1988)
- New Grand Hotel (яп. ニューグランドホテル) (21 сентября 1988)
- Kuchizuke ga Tomaranai (яп. くちづけが止まらない) (30 ноября 1988)
- Somebody’s Night (26 апреля 1989)
- Itoshi Kaze (яп. 愛しい風) (19 июля 1989)
- Ballad yo Eien ni (яп. バラードよ永遠に) (11 октября 1989)
- Pure Gold (яп. くちづけが止まらない) (23 мая 1990)
- Yume no Kanata (яп. 夢の彼方) (19 апреля 1991)
- Last Scene (яп. ラスト・シーン) (31 мая 1991)
- Big Beat (11 декабря 1991)
- Anytime Woman (3 июня 1992)
- Anytime Woman -English Version- (17 июня 1992)
- Tokyo (яп. 東京) (10 февраля 1993)
- Tasogare ni Sutete (яп. 黄昏に捨てて) (27 октября 1993)
- Ari yo Saraba (яп. アリよさらば) (27 апреля 1994)
- Itsuno Hi ka (яп. いつの日か) (25 мая 1994)
- Natsu no Owari (яп. 夏の終り) (8 февраля 1995)
- Aozora (яп. 青空) (24 мая 1995)
- Maria (16 мая 1996, вокал с Зеетих Массиах)
- Mouhitori no Ore (яп. もうひとりの俺) (7 ноября 1996)
- Still (3 сентября 1997)
- Anohi no Youni (яп. あの日のように) (7 ноября 1997)
- Chinatown (яп. チャイナタウン) (29 июля 1998)
- Oh! Love Sick (30 июня 1999)
- The Truth (9 августа 2000)
- Tonight I Remember (25 октября 2000)
- Senakagoshi no I Love You (29 августа 2001)
- Kusari wo Hikichigire (яп. 鎖を引きちぎれ) (26 июля 2002)
- Only One (24 августа 2005)
- Natsu no Owari (яп. 夏の終り) (5 сентября 2007)
- Loser (25 февраля 2009)
- Cobalt no Sora (яп. コバルトの空) (3 июня 2009)

### Альбомы
- I LOVE YOU, OK (21 сентября 1975)
- A Day (21 июня 1976)
- Door wo Akero (яп. ドアを開けろ) (21 апреля 1977)
- Gold Rush (яп. ゴールドラッシュ) (1 июня 1978)
- KISS ME PLEASE (21 июня 1979)
- KAVACH (10 июня 1980)
- YAZAWA (5 августа 1981)
- RISING SUN (25 октября 1981)
- P.M.9 (10 июля 1982)
- It’s Just Rock’n Roll (4 декабря 1982)
- I am a Model (20 июля 1983)
- E' (25 июля 1984)
- YOKOHAMA Hatachi Mae (яп. YOKOHAMA二十才まえ) (25 июля 1985)
- TEN YEARS AGO (28 ноября 1985)
- Tokyo Night (яп. 東京ナイト) (25 июля 1986)
- FLASH IN JAPAN (18 мая 1987)
- Kyohansha (яп. 共犯者) (21 июля 1988)
- Jyoji (яп. 情事) (21 июля 1989)
- Eikichi (яп. 永吉) (31 июля 1990)
- DON’T WANNA STOP (5 июля 1991)
- Anytime Woman (24 июня 1992)
- HEART (31 марта 1993)
- the Name Is… (6 июля 1994)
- Kono Yoru no Dokoka de (яп. この夜のどこかで) (5 июля 1995)
- MARIA (3 июля 1996)
- YES (8 августа 1997)
- SUBWAY EXPRESS (8 сентября 1998)
- LOTTA GOOD TIME (6 августа 1999)
- STOP YOUR STEP (27 сентября 2000)
- YOU, TOO COOL (7 сентября 2001)
- SUBWAY EXPRESS 2 (4 сентября 2002)
- Yokogao (яп. 横顔) (1 сентября 2004)
- ONLY ONE (14 сентября 2005)
- Rock 'n' Roll (5 августа 2009)
- Twist (9 июня 2010)
- Only One -touch up- (6 июля 2011)
- Last Song (1 августа 2012)

### Концертные альбомы
- THE STAR IN HIBIYA (21 ноября 1976)
- Super Live Nippon Budokan (яп. スーパーライブ　日本武道館) (21 ноября 1977)
- LIVE Korakuen Stadium (5 декабря 1978)
- The Rock (28 ноября 1980)
- 1982 P.M.9 LIVE (26 марта 1983)
- STAND UP!! (15 февраля 1989)
- Anytime Woman LIVE ALBUM (30 сентября 1992)
- LIVE! YES, E (22 апреля 1998)
- LIVE DECADE 1990~1999 (29 марта 2000)
- CONCERT TOUR «Z» 2001 (30 марта 2002)

### Сборники
- THE GREAT OF ALL (1 июля 1980)
- THE GREAT OF ALL VOL.2 (1 декабря 1980)
- THE GREAT OF ALL -Special Version- (21 ноября 1983)
- THE BORDER (15 февраля 1984)
- ROCK’N ROLL (25 марта 1988)
- BALLAD (25 марта 1988)
- THE ORIGINAL (31 октября 1990)
- THE ORIGINAL 2 (8 декабря 1993)
- E. Y 70’S (1 октября 1997)
- E. Y 80’S (1 октября 1997)
- E. Y 90’S (1 октября 1997)
- Your Songs 1 (17 мая 2006)
- Your Songs 2 (17 мая 2006)
- Your Songs 3 (17 мая 2006)
- Your Songs 4 (26 сентября 2007)
- Your Songs 5 (26 сентября 2007)
- Your Songs 6 (26 сентября 2007)